# Coliseu
Coliseu (em italiano:  Colosseo), também conhecido como Anfiteatro Flaviano (em latim: Amphitheatrum Flavium; em italiano:  Anfiteatro Flavio), é um anfiteatro oval localizado no centro da cidade de Roma, capital da Itália. Construído com tijolos revestidos de argamassa e areia, e originalmente cobertos com travertino é o maior anfiteatro já construído e está situado a leste do Fórum Romano.
A construção começou sob o governo do imperador Vespasiano em 72 d.C. e foi concluída em 80 d.C., sob o regime do seu sucessor e herdeiro, Tito. Outras modificações foram feitas durante o reinado de Domiciano (81-96). Estes três imperadores são conhecidos como a dinastia flaviana e o anfiteatro foi nomeado em latim desta maneira por sua associação com o nome da família (Flavius).
O Coliseu poderia abrigar, estima-se, entre 50 mil e 80 mil espectadores, com uma audiência média de cerca de 65 mil pessoas. O edifício era usado para combates de gladiadores e espetáculos públicos, tais como simulações de batalhas marítimas (em um curto período de tempo como o hipogeu era inundado através de mecanismos de apoio), caças de animais selvagens, execuções, encenações de batalhas famosas e dramas baseados na mitologia clássica. O prédio deixou de ser usado para entretenimento na era medieval. Mais tarde foi reutilizado para vários fins, tais como habitação, oficinas, sede de uma ordem religiosa, uma fortaleza, uma pedreira e um santuário cristão. Em 2007, o monumento foi eleito informalmente como uma das sete maravilhas do mundo moderno.
Embora parcialmente arruinado por causa de danos causados por terremotos e saques, o Coliseu é ainda um símbolo da Roma Imperial. É uma das atrações turísticas mais populares da capital italiana e tem também conexões com a Igreja Católica Romana, pois, a cada Sexta-feira Santa, o Papa guia a Via Crúcis que começa na área em torno do Coliseu. O Coliseu também é retratado na versão italiana da moeda de 5 cêntimos de euro.

## Nome
O nome original do Coliseu de Roma era Anfiteatro Flávio ou Flaviano (em latim, Amphitheatrum Flavium), tendo sido construído no reinado dos imperadores da Dinastia Flaviana, após o governo do imperador Nero. Curiosamente, este nome não foi exclusivo do Coliseu, visto que Vespasiano e Tito haviam construído um anfiteatro que portou o mesmo nome, na cidade de Pozzuoli, na província de Nápoles. O nome Anfiteatro Flavio é empregado ainda hoje, embora seja mais popularmente conhecido como Coliseu de Roma.
A sua designação de "Coliseu" começou a difundir-se a partir do século VIII, o qual se crê que tenha sido devido a uma grande estátua de Nero, que se encontrava perto do edifício, na Casa Dourada, conhecida popularmente como o Colosso de Nero. Este fato pode ter sido a razão pela qual o anfiteatro de Roma tenha adoptado o nome de Coliseu. Essa dita estátua foi destruída provavelmente para reciclagem do seu bronze. Apenas a sua base chegou aos nossos dias, e pode ser vista entre o anfiteatro e o Templo de Vénus e Roma.

## História

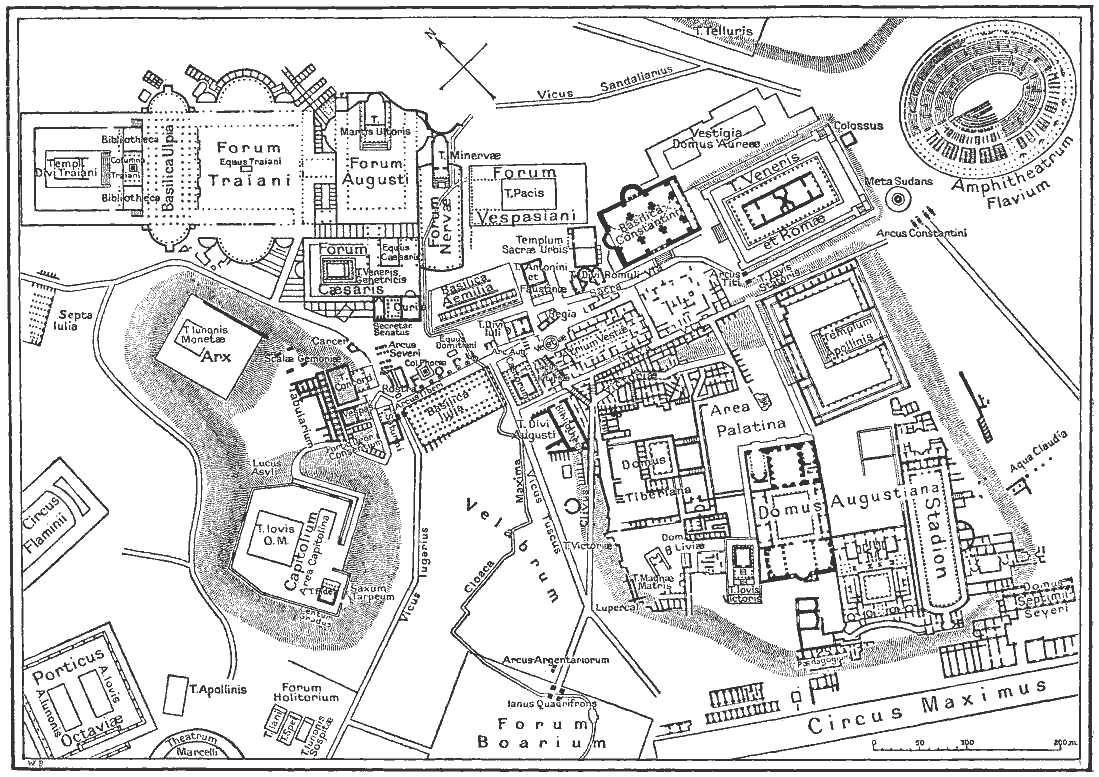
Mapa do centro de Roma Antiga durante o Império Romano, com o Coliseu a nordeste, fora do núcleo urbano, no canto superior direito.

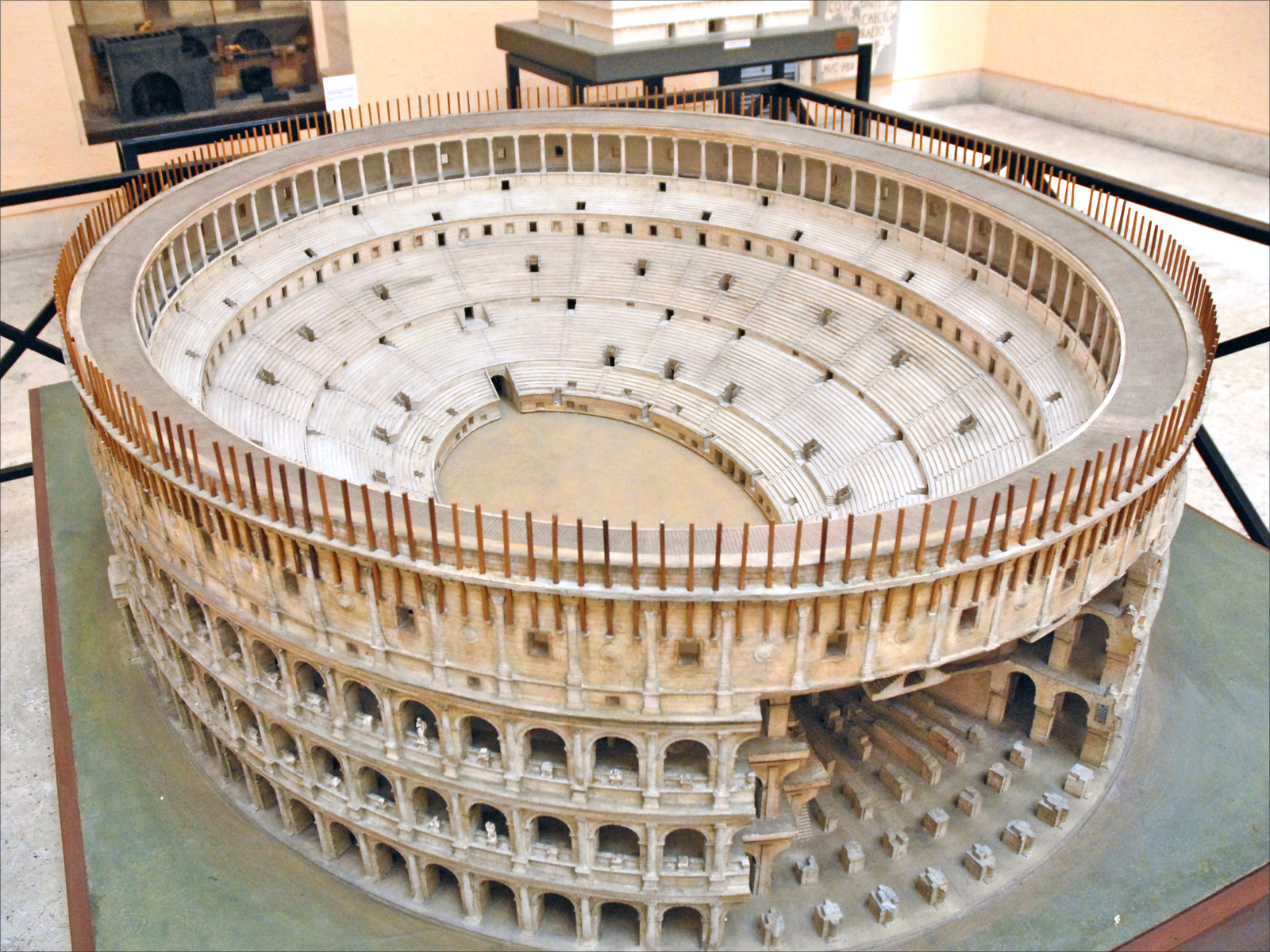
Maquete do Coliseu durante seu auge

O Coliseu de Roma foi construído entre 72 d.C e 80 d.C. Iniciado por Vespasiano (69 a 79 d.C.), mais tarde foi inaugurado por Tito (79 a 81 d.C.), embora apenas tivesse sido finalizado poucos anos depois. Empresa colossal, este edifício, inicialmente, poderia sustentar no seu interior cerca de 50 000 espectadores, em três andares. Durante o reinado de Alexandre Severo e Gordiano III, foi ampliado com um quarto andar, podendo abrigar então cerca de 90 000 espectadores.  Finalmente foi concluído por Domiciano (81 a 96 d.C.), filho de Vespasiano e irmão mais novo de Tito.

### Construção
A construção começou sob ordem de Vespasiano numa área que se encontrava no fundo de um vale entre as colinas de Célio, Esquilino e Palatino. O lugar fora devastado pelo Grande incêndio de Roma do ano 64, durante a época de governo do imperador Nero, e mais tarde havia sido reurbanizado para o prazer pessoal do imperador com a construção de um enorme lago artificial, da Casa Dourada (em latim: Domus Aurea), situada num complexo de uma villa, e de uma colossal estátua de si mesmo.
Vespasiano, fundador da dinastia Flaviana, decidiu aumentar o moral e autoestima dos cidadãos romanos e também cativá-los com uma política de pão e circo, demolindo o palácio de Nero e construindo uma arena permanente para espectáculos de gladiadores, execuções e outros entretenimentos de massas. Vespasiano começou a sua própria remodelação do lugar entre os anos 70 e 72, possivelmente financiada com os tesouros conseguidos depois da vitória romana na Grande Revolta Judaica, no ano 70. Drenou-se o lago e o lugar foi designado para o Coliseu. Reclamando a terra da qual Nero se apropriou para o seu anfiteatro, Vespasiano conseguiu dois objectivos: por um lado realizava um gesto muito popular e por outro colocava um símbolo do seu poder no coração da cidade. Mais tarde foram construídos uma escola de gladiadores e outros edifícios de apoio dentro das antigas terras da Casa Dourada, a maior parte da qual havia sido derrubada.

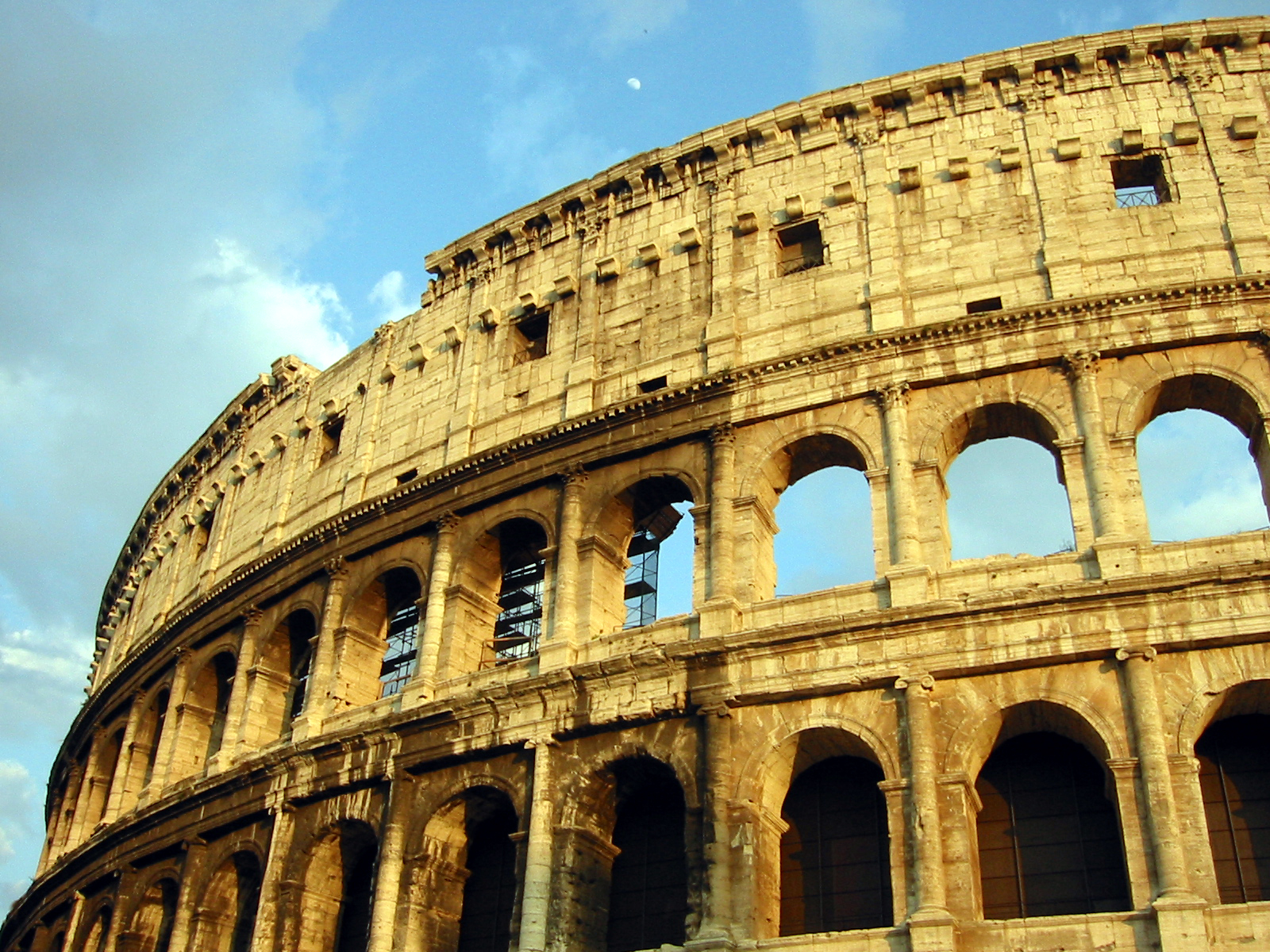
Embora em ruínas, o Anfiteatro Flávio, conhecido popularmente como Coliseu, ergue-se como símbolo de Roma.

Vespasiano morreu mesmo antes do Coliseu ser concluído. O edifício tinha alcançado o terceiro piso e Tito foi capaz de terminar a construção tanto do Coliseu como dos banhos públicos adjacentes (que são conhecidos como as Termas de Tito) apenas um ano depois da morte de Vespasiano. A grandeza deste monumento testemunha verdadeiramente o poder e esplendor de Roma na época dos Flávios.

### Jogos inaugurais
Os jogos inaugurais do Coliseu tiveram lugar no ano 80, sob o mandato de Tito, para celebrar a finalização da construção. Depois do curto reinado de Tito começar com vários meses de desastres, incluindo a erupção do Vesúvio de 79, um incêndio em Roma em 64 e um surto de "peste", o mesmo imperador inaugurou o edifício com jogos pródigos que duraram mais de cem dias, talvez para tentar apaziguar o público romano e os deuses. Nesses jogos de cem dias teriam ocorrido combates de gladiadores, "venationes", lutas de animais, execuções, batalhas navais, caçadas e outros divertimentos numa escala sem precedentes.

## Usos

### Naumaquia

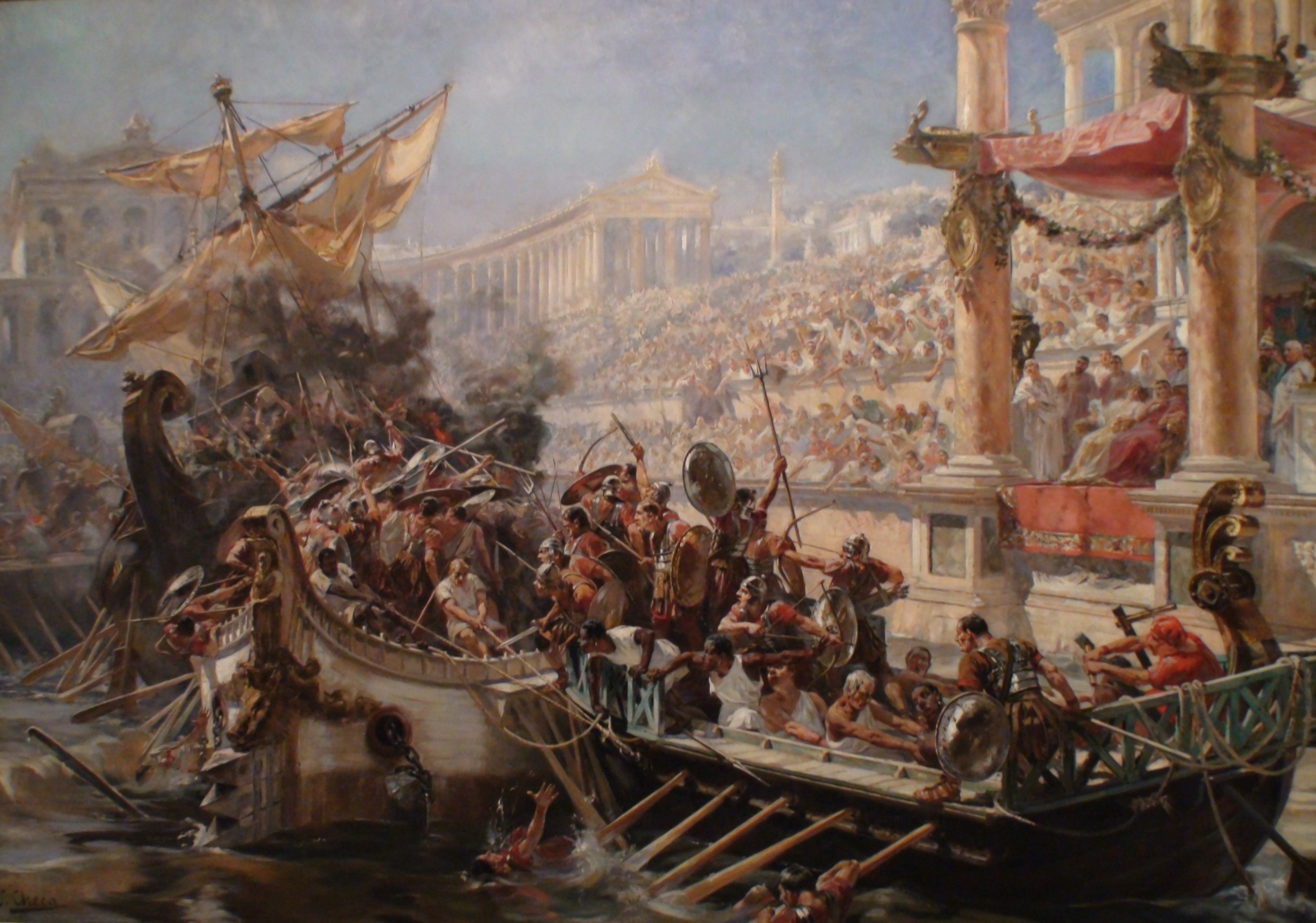
Os espectáculos de naumaquia podem ter acontecido no anfiteatro.

Durante os primeiros dias do Coliseu, escritores antigos registraram que o edifício era usado para naumachiae (mais propriamente conhecido como navalia proelia) ou simulações de batalhas navais. Relatos dos jogos inaugurais realizados por Tito no ano 80 descrevem-no sendo enchido de água para uma exibição de cavalos e touros especialmente treinados para nadar. Há também um relato de uma reencenação de uma famosa batalha naval entre os gregos corcireus (de Corfu) e os coríntios. Isso tem sido objeto de algum debate entre os historiadores; embora o fornecimento de água não fosse um problema, não está claro como a arena poderia ter sido impermeabilizada, nem haveria espaço suficiente na arena para os navios de guerra se movimentarem. Tem sido sugerido que os relatórios têm a localização errada ou que o Coliseu originalmente apresentava um amplo canal inundável em seu eixo central (que mais tarde seria substituído pelo hipogeu).

### Espetáculos

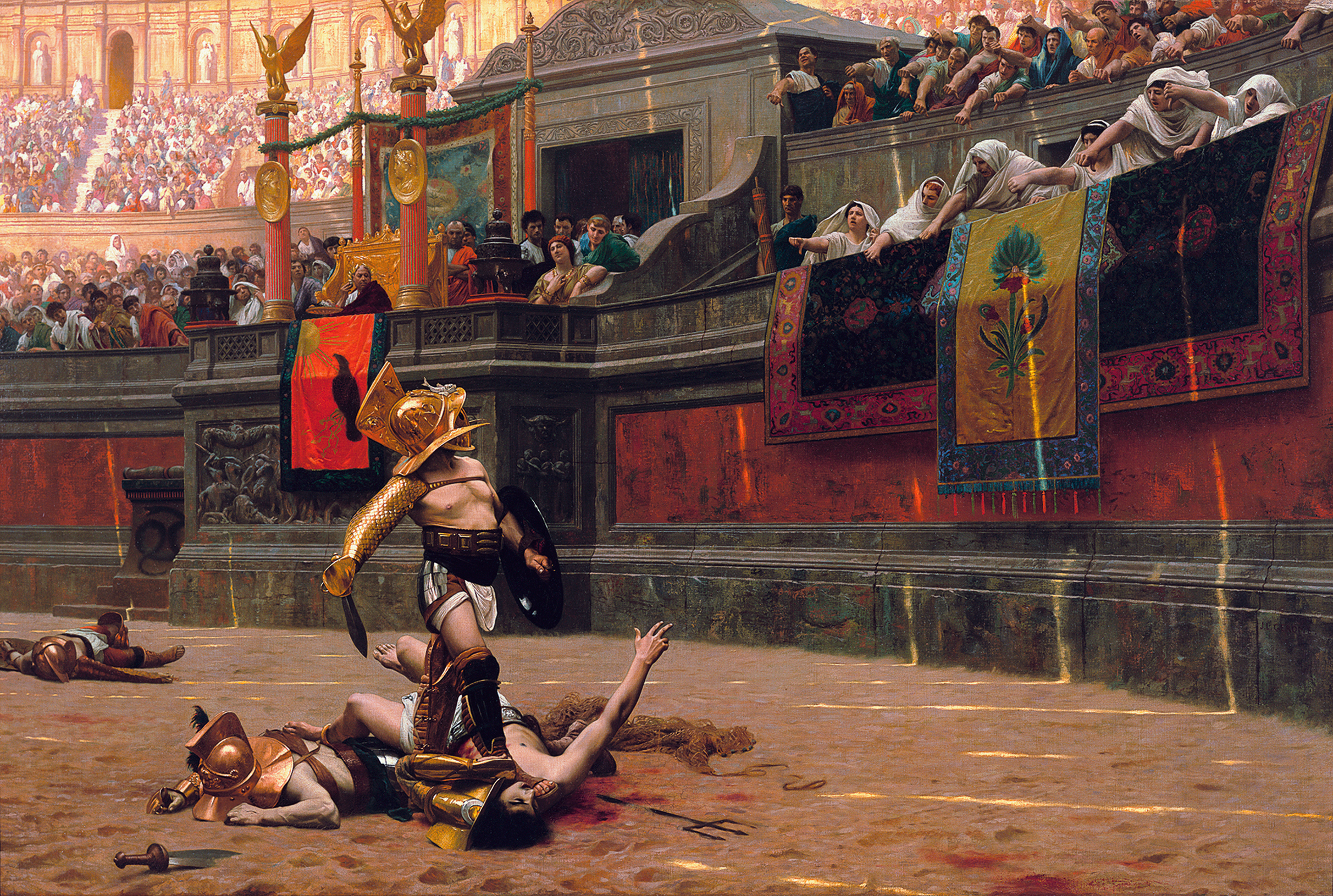
"Pollice Verso" por Jean-Léon Gérôme, 1872.

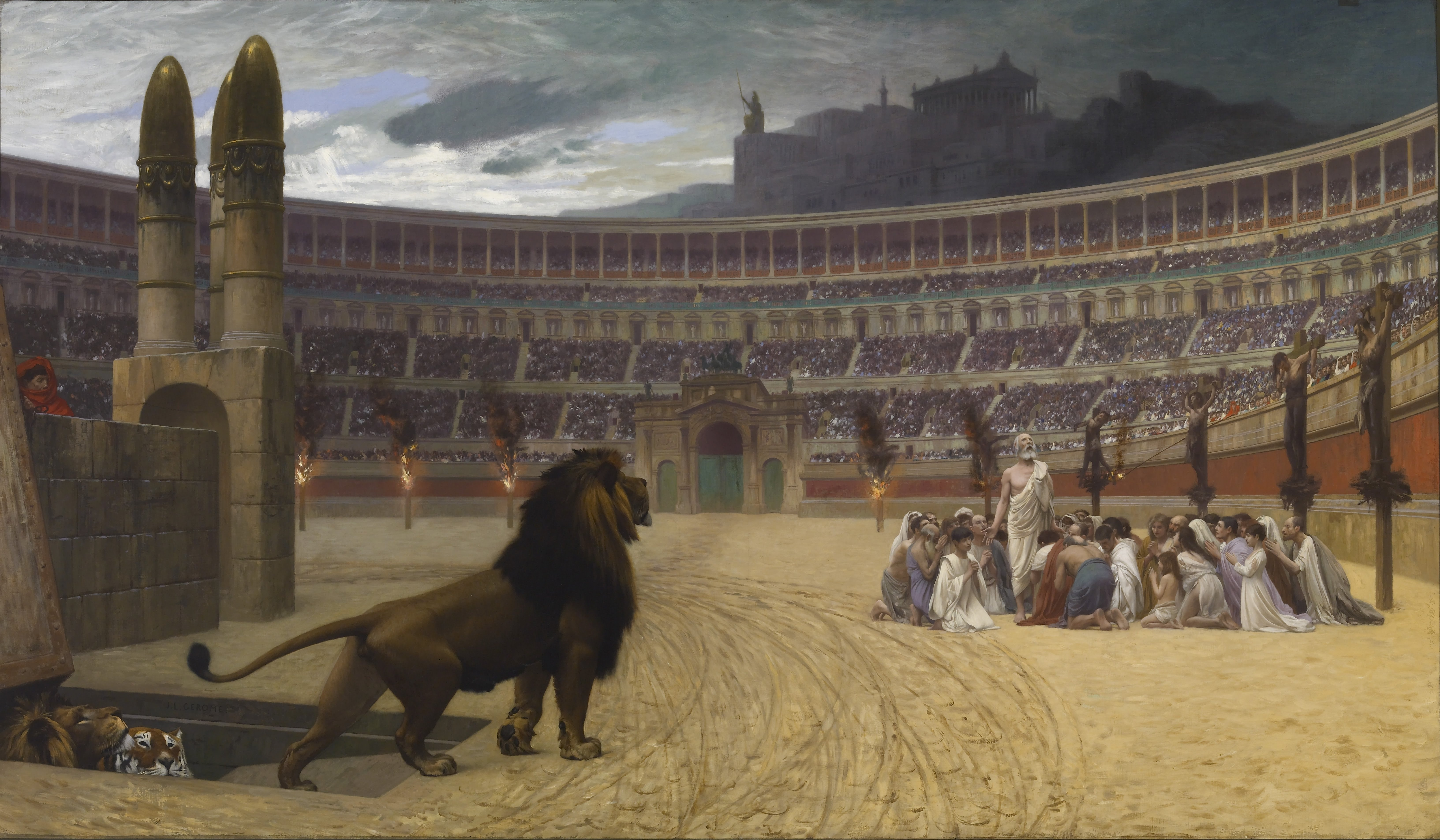
"A última prece dos mártires cristãos", por Jean-Léon Gérôme (1883).

No Coliseu eram realizados diversos espectáculos, com os vários jogos realizados na urbe. Os combates entre gladiadores, chamados munera (plural de munus). Gladidores, escravos, não eram pagos, mas os vencedores recebiam um laurel, premio monetário e doações da platéia.
Outro tipo de espetáculos era a caça de animais, ou venatio, onde eram utilizados animais selvagens importados de África. Os animais mais utilizados eram os grandes felinos como leões, leopardos e panteras, mas animais como rinocerontes, hipopótamos, elefantes, girafas, crocodilos e avestruzes eram também utilizados. As caçadas, tal como as representações de batalhas famosas, eram efetuadas em elaborados cenários onde constavam árvores e edifícios amovíveis. Estas últimas eram por vezes representadas numa escala gigante; Trajano celebrou a sua vitória em Dácia no ano 107 com concursos envolvendo 11 000 animais e 10 000 gladiadores no decorrer de 123 dias.[carece de fontes?]
A arena era como um grande palco, feito de madeira, e se chama arena, que em italiano significa areia, porque era jogada areia sob a estrutura de madeira para esconder as imperfeições. Os animais podiam ser inseridos nos duelos a qualquer momento por um esquema de elevadores que surgiam em alguns pontos da arena; o filme "Gladiador" retrata o funcionamento dos elevadores. Os estudiosos, há pouco tempo, descobriram uma rede de dutos inundados por baixo da arena do Coliseu. Acredita-se que o Coliseu foi construído onde, outrora, foi o lago do "Palácio Dourado de Nero"; O imperador Vespasiano escolheu o local da construção para que o mal causado por Nero fosse esquecido por uma construção gloriosa.[carece de fontes?]
Sylvae, ou recreações de cenas naturais eram também realizadas no Coliseu. Pintores, técnicos e arquitectos construiriam simulações de florestas com árvores e arbustos reais plantados no chão da arena. Animais seriam então introduzidos para dar vida à simulação. Esses cenários podiam servir só para agrado do público ou como pano de fundo para caçadas ou dramas representando episódios da mitologia romana, tão autênticos quanto possível, ao ponto de pessoas condenadas fazerem o papel de heróis onde eram mortos de maneiras horríveis mas mitologicamente autênticas, como mutilados por animais ou queimados vivos. Embora o Coliseu tenha funcionado até o século VI, foram proibidos os jogos com mortes humanas desde 404, sendo apenas massacrados animais como elefantes, panteras ou leões.[carece de fontes?]
Os relatos romanos referem-se a cristãos sendo martirizados em locais de Roma descritos pouco pormenorizadamente (no anfiteatro, na arena...), quando Roma tinha numerosos anfiteatros e arenas.  Apesar de muito provavelmente o Coliseu não ter sido utilizado para martírios, o Papa Bento XIV consagrou-o no século XVII à Paixão de Cristo e declarou-o lugar sagrado. Os trabalhos de consolidação e restauração parcial do monumento, já há muito em ruínas, foram feitos sobretudo pelos pontífices Gregório XVI e Pio IX, no século XIX.[carece de fontes?]
O monumento permaneceu como sede principal dos espetáculos da urbe romana até o período do imperador Honório, no século V. Danificado por um terremoto no começo do mesmo século, foi alvo de uma extensiva restauração na época de Valentiniano III. Em meados do século XIII, a família Frangipani transformou-o em fortaleza e, ao longo dos séculos XV e XVI, foi por diversas vezes saqueado, perdendo grande parte dos materiais nobres com os quais tinha sido construído.[carece de fontes?]

## Arquitetura e dimensão social

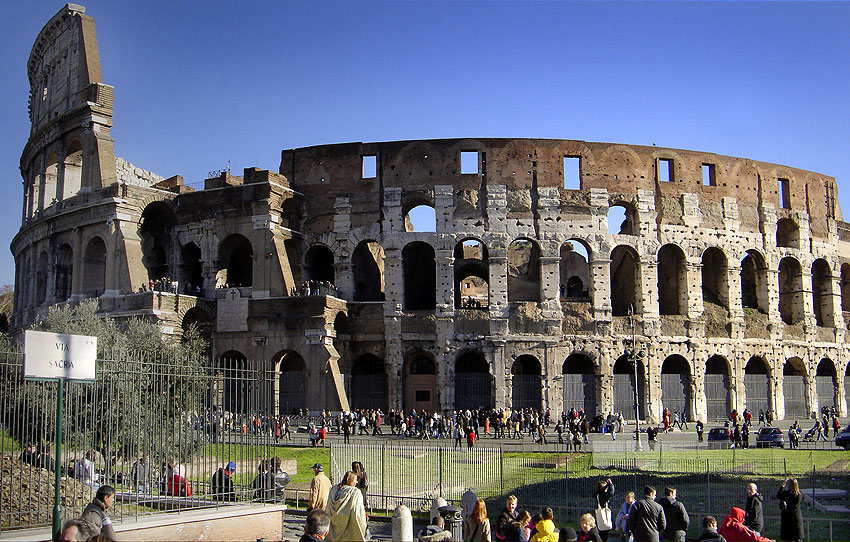
Outro ângulo do Coliseu

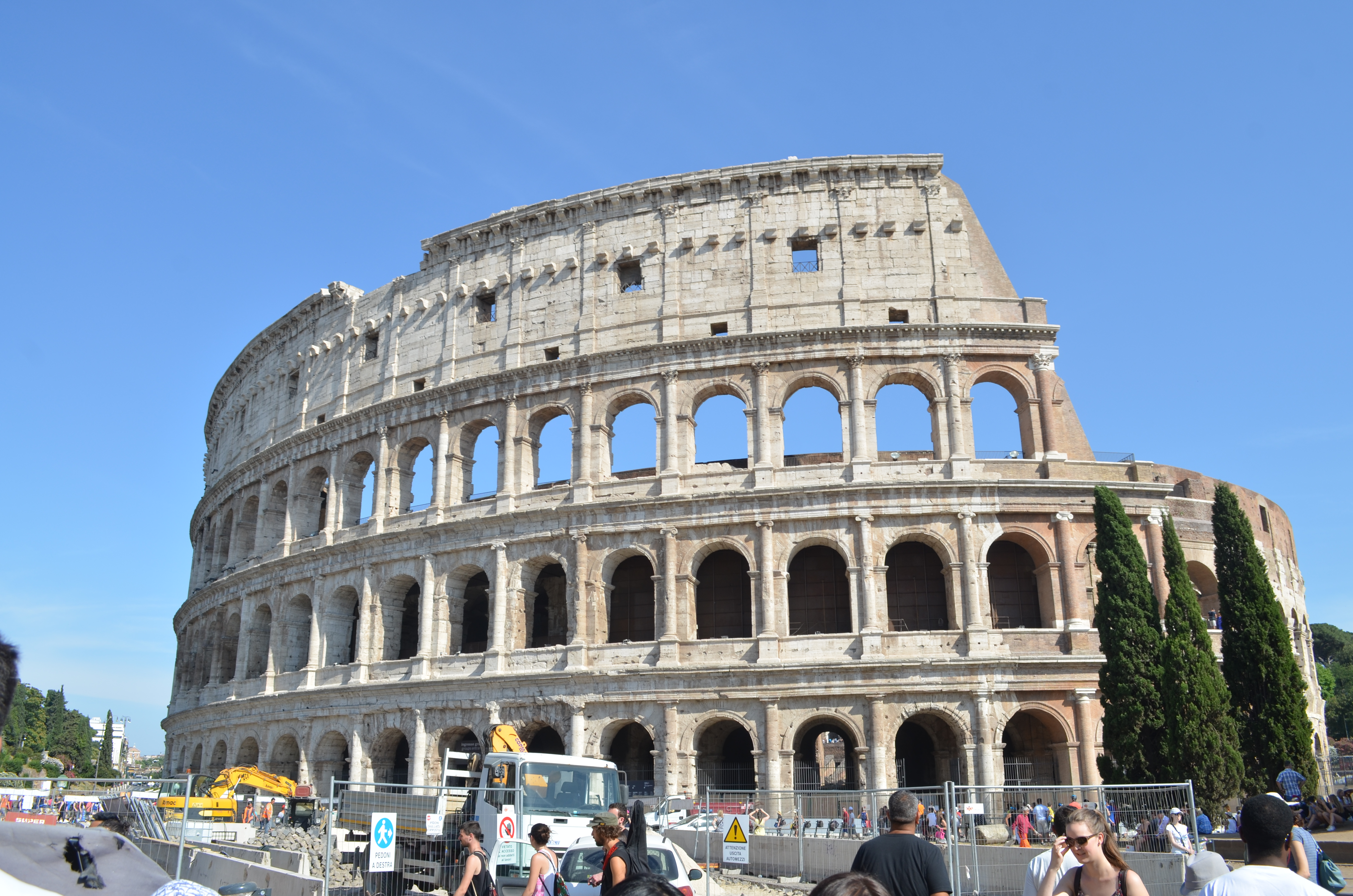
Vista da fachada original

O Coliseu, não estava inserido numa zona de encosta, enterrado, tal como normalmente sucede com a maioria dos teatros e anfiteatros romanos. Em vez disso, possuía um "anel" artificial de rocha à sua volta, para garantir sustentação e, ao mesmo tempo, esta substrutura serve como ornamento ao edifício e como condicionador da entrada dos espectadores. Tal como foi referido anteriormente, possuía três pisos, sendo mais tarde adicionado um outro.
O edifício é construído em mármore, pedra travertina, ladrilho e tufo (pedra calcária com grandes poros). A sua planta elíptica mede dois eixos que se estendem aproximadamente de 190 metros por 155 metros. A fachada compõe-se de arcadas decoradas com colunas dóricas, jónicas e coríntias, de acordo com o pavimento em que se encontravam. Esta subdivisão deve-se ao facto de ser uma construção essencialmente vertical, criando assim uma diversificação do espaço.
A arena (87,5 m por 55 m) possuía um piso de madeira, normalmente coberto de areia para absorver o sangue dos combates (certa vez foi colocada água na representação de uma batalha naval), sob o qual existia um nível subterrâneo com celas e jaulas que tinham acessos diretos para a arena. Alguns detalhes dessa construção, como a cobertura removível que poupava os espectadores do sol, são bastante interessantes, e mostram o refinamento atingido pelos construtores romanos. Formado por cinco anéis concêntricos de arcos abóbadas, o Coliseu representa bem o avanço introduzido pelos romanos à engenharia de estruturas. Esses arcos são de concreto (de cimento natural) revestidos por alvenaria. Na verdade, a alvenaria era construída simultaneamente e já servia de forma para a concretagem.
Os assentos eram em mármore e a cavea, escadaria ou arquibancada, dividia-se em três partes, correspondentes às diferentes classes sociais: o pódio, para as classes altas; as maeniana, sector destinado à classe média; e os portici, ou pórticos, construídos em madeira, para a plebe e as mulheres. O pulvinar, a tribuna imperial, encontrava-se situada no pódio e era balizada pelos assentos reservados aos senadores e magistrados.
Rampas no interior do edifício facilitavam o acesso às várias zonas de onde era possível visualizar o espectáculo, sendo protegidos por uma barreira e por uma série de arqueiros posicionados numa passagem de madeira, para o caso de algum acidente. Por cima dos muros ainda são visíveis as mísulas, que sustentavam o velarium, enorme cobertura de lona destinada a proteger do sol os espectadores e, nos subterrâneos, ficavam as jaulas dos animais, bem como todas as celas e galerias necessárias aos serviços do anfiteatro.

## Atualidade
Quando foi inaugurado tinha no centro, um piso de madeira coberto de areia. Foi construído sobre um complexo subterrâneo com um labirinto de túneis onde animais selvagens eram enjaulados.
Atualmente está sem piso e o labirinto de túneis secretos, ou "hipogeu", está à vista há mais de um século. Em 2021, o governo italiano prometeu a criação de um novo piso retrátil que restaurará o anfiteatro à sua glória da era dos gladiadores.
As autoridades italianas esperam concluir o projeto até 2023. Com o novo piso, eventos culturais, como produções de teatro e concertos, poderão ser realizados no Coliseu.

## Influência

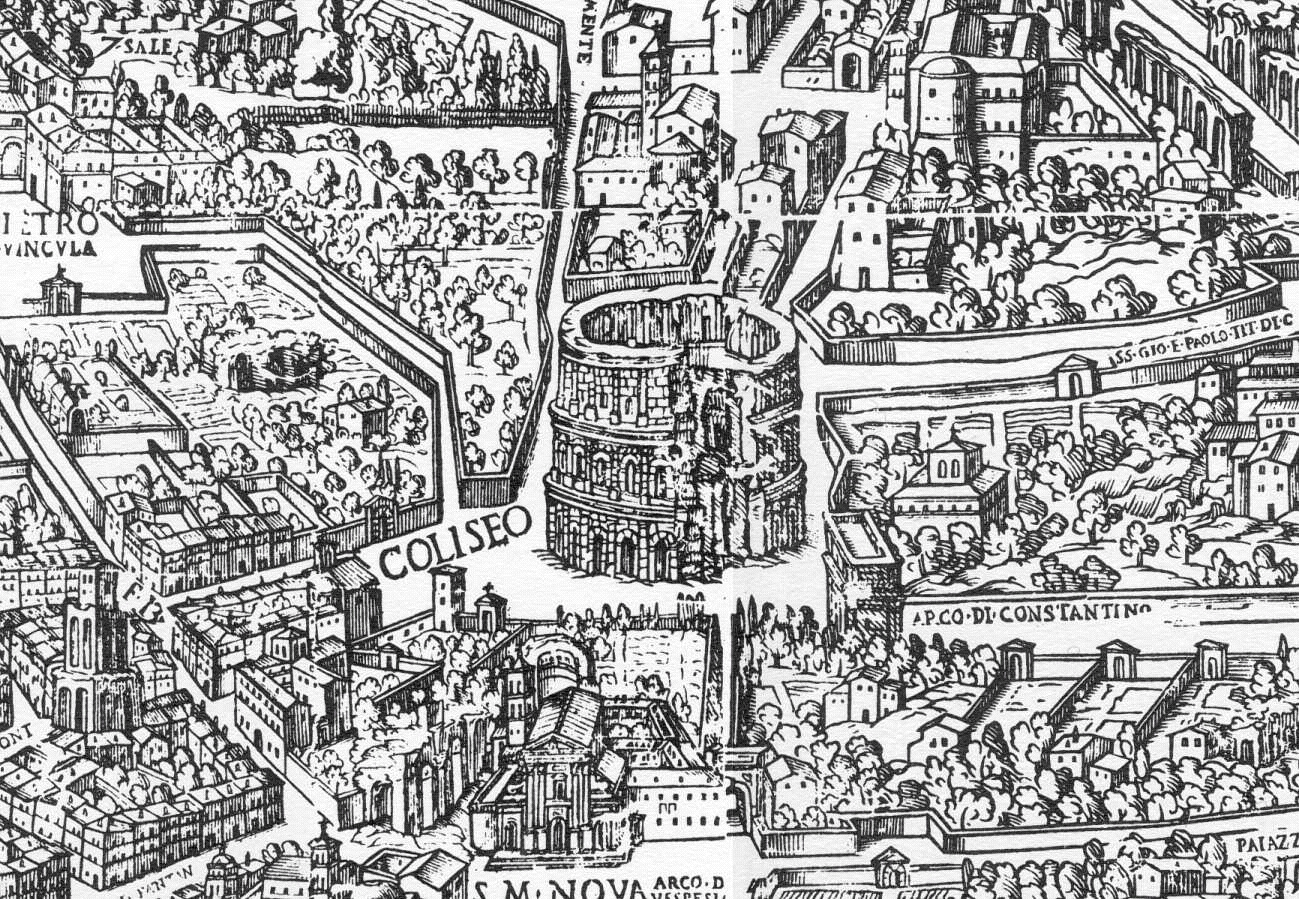
Mapa da Roma medieval representando o Coliseu

O Coliseu era sobretudo um enorme instrumento de propaganda e difusão da filosofia de toda uma civilização, e tal como era já profetizado pelo monge e historiador inglês Beda na sua obra do século VII "De temporibus liber": "Enquanto o Coliseu se mantiver de pé, Roma permanecerá; quando o Coliseu ruir, Roma ruirá e quando Roma cair, o mundo cairá".
O Coliseu é conhecido como o maior símbolo da cidade de Roma, e um dos melhores exemplos da engenharia e da arquitetura romana.

### Impacto cultural
- No filme Gladiador, de 2000, de Ridley Scott, o Coliseu foi recriado via computação gráfica para  "restaurá-lo" à glória do século II. A imagem do edifício  é geralmente acurada e dá uma boa impressão de como o hipogeu (porão) teria sido.